# Gonypeta borneana
Gonypeta borneana är en bönsyrseart som beskrevs av Giglio-tos 1915. Gonypeta borneana ingår i släktet Gonypeta och familjen Mantidae. Inga underarter finns listade i Catalogue of Life.